# Bartholomew James Sulivan
Sir Bartholomew James Sulivan (Falmouth, 18 november 1810 –  Bournemouth, 1 januari 1890) was een Britse marineofficier en hydrograaf.
Zijn grote verdienste is het bepleiten van goed hydrografisch onderzoek in relatie tot operaties van de (Britse) marine. In het begin van zijn carrière deed hij dienst onder kapitein Robert FitzRoy van de Beagle  gedurende de reis met Charles Darwin in 1836. Hij en Darwin werden vrienden voor het leven. Het eilandje Bartolomé van de Galapagoseilanden werd toen naar hem vernoemd. Later, in de jaren 1840 bracht hij het zeegebied rond de Falklandeilanden in kaart. Tijdens de Krimoorlog (1853 - 1856) deed hij in opdracht van Sir Francis Beaufort hydrografisch onderzoek in het zeegebied van de Ålandseilanden waar Groot-Brittannië gebruik maakte van zijn maritieme macht om de Russische aanwezigheid in de Oostzee in te perken.
Toen Robert FitzRoy in 1865 zelfmoord pleegde en daarbij een echtgenote en een dochter onbemiddeld achterliet, zorgde Sullivan ervoor dat de Britse overheid de weduwe £ 3000 uitkeerde. Ook Charles Darwin droeg £ 100 bij aan het fonds dat de weduwe en haar dochter onderhield.
In 1869 werd hij tot ridder geslagen in de Orde van het Bad en in 1870 werd hij bevorderd tot viceadmiraal.

## Militaire loopbaan
- Indiensttreding Royal Naval College: 4 september 1823[2]
- Lieutenant: 3 april 1830[2]
- Commander: 14 mei 1841[2]
- Captain: 18 november 1845[2]
- Gepensioneerd Rear-Admiral: 3 december 1863[2]
- Gepensioneerd Vice-Admiral: 1 jebruari 1870[2]
- Gepensioneerd Admiral: 22 januari 1877[2]

## Decoraties
- Lid in de Orde van het Bad op 5 juli 1855[2][3]
- Ridder Commandeur in de Orde van het Bad op 2 juni 1869[2]
- Lid in het Legioen van Eer[4]

- Biblioteca Nacional de España: XX5241805
- Bibliothèque nationale de France: cb10710189f (data)
- Gemeinsame Normdatei: 1152272055
- International Standard Name Identifier: 0000 0000 4355 8064
- Library of Congress Control Number: no2002081110
- SNAC: w6f5848v
- Système universitaire de documentation: 136118747
- Virtual International Authority File: 36590532
- WorldCat: E39PBJhGVdJrVWMmGqc4qpxhpP